# Tito Antuñano
Adolfo «Tito» Antuñano Morán (Guadalajara, Jalisco, México, 27 de septiembre de 1948 - León, Guanajuato, México, 8 de enero de 1987) fue un deportista mexicano que fue campeón del mundo de esquí acuático en la modalidad de eslalon en 1967.
En 1965 ganó segundo lugar en Figuras en Surfer's Paradise Gardens en Australia. Después de dos años de ensayo en el lago de Chapala, Jalisco ganó el primer lugar en Slalom, segundo lugar en Figuras y segundo lugar en Combinada en 1967 en Sherbrooke, Quebec, Canadá.
Sus padres fueron Adolfo Antuñano Tovar y María de la Luz Morán Díaz y sus abuelos paternos fueron Joaquín Antuñano Villalobos, cofundador de charrería organizada en Lagos de Moreno, Jalisco y María Dolores Tovar. Sus bisabuelos paternos fueron José Antonio de Antuñano San Martín, originario de Lanestosa, Vizcaya y descendiente de los Antuñano de Valmaseda, Vizcaya, y Hermelinda Villalobos Dávalos de Lagos de Moreno, Jalisco.